# リンクの冒険
『リンクの冒険』（リンクのぼうけん、英題: Zelda II: The Adventure of Link）は、任天堂より1987年1月14日に発売されたファミリーコンピュータ ディスクシステム用アクションロールプレイングゲーム。パッケージおよびタイトル画面では『THE LEGEND OF ZELDA 2 リンクの冒険』と表記され、テレビCMでは『ゼルダの伝説パート2 リンクの冒険』と紹介している。

## 概要
1986年に発売されたアクションアドベンチャーゲーム『ゼルダの伝説』の続編。前作はほぼ全編にわたり正面見下ろし視点（トップビュー）で表示されていたが、本作ではフィールドの移動時を除き横視点（サイドビュー）で表示される。また、経験値を取得してレベルを上げ能力を強化する要素や一般のアクションゲームのような残り数の要素があるなど、後続のシリーズ作品のシステムとは大きく異なる。
ディスクライターでの累計書き換え回数は第4位を記録している。
ゲームボーイアドバンス用ソフト（ファミコンミニ）やWii、ニンテンドー3DS、Wii U用ソフト（バーチャルコンソール）として本作が移植された。また、かつて任天堂が行っていた会員サービス「クラブニンテンドー」の景品として配布されたニンテンドー ゲームキューブ用ソフト『ゼルダコレクション』と、2016年11月10日に発売されたファミリーコンピュータの復刻版「ニンテンドークラシックミニ ファミリーコンピュータ」に収録された他、Nintendo Switch用ゲームソフト『ファミリーコンピュータ Nintendo Switch Online』にも2019年1月16日に追加され、同年3月13日には『リンクの冒険 力持ちバージョン』と題した特別版も配信された。さらに、2021年11月12日にゲーム&ウオッチ 40周年記念作の第2弾として発売された「ゲーム&ウオッチ ゼルダの伝説」にも本作が収録されている。

## システム
トップビューで描画されたフィールドでは一般的なRPGのようにリンクを移動させる。フィールド上には町やダンジョンのシンボルがあり、重なってそれぞれの内部に入るとサイドビューの表示に切り替わる。
また、フィールド上を移動している敵シンボルに触れた際にもサイドビューになり戦闘が開始される。戦闘が行われる地形は、戦闘直前にリンクがいた場所の地形により変化する。リンクがエリアの端に到達すると戦闘が終了し再びトップビューのフィールド画面に戻る。
敵を倒した際やアイテムの「宝袋」の入手時に経験値を得られ、一定値に達すると、3つのステータス「ATTACK」（攻撃力）、「MAGIC」（魔法使用時に消費する数値の上限）、「LIFE」（体力の上限）のうちいずれか1つのレベルを上げることができる。MAGICとLIFEのレベルアップ時には、それぞれ、各魔法の消費魔力の減少、敵から受けるダメージの減少の追加効果が得られ、さらに全回復する。なお、ゲームオーバー後のゲーム再開時には、3つのステータスのレベルが最も数値が低いものに統一される（例えば、ATTACKがレベル1、MAGICがレベル2、LIFEがレベル3の場合は、全てレベル1になる）。また、全てのレベルが最大値の8に達した状態でレベルアップすると、リンクの残り数が1つ増える。

## アクション

### 攻撃
上段攻撃
通常の攻撃。立った状態で剣を振る。
下段攻撃
しゃがみ状態で剣を振る。小さい敵や胸部をガードしている敵を攻撃する際に用いる。
ビーム
体力が全快の状態で剣を振る際に剣先から出るビーム。ただし効果のない敵もいる。射程は短い。
下突き
剣士から習う剣術。ジャンプ中に下方向の敵を攻撃する。ブロックの下のアイテムを掘り起こす際にも用いる。
ジャンプ突き
剣士から習う剣術。ジャンプ中に上方向の敵を攻撃する。

### 防御
盾を用いて、通常の状態では上半身（上段）を、しゃがみ時には足元（下段）を防御する。ファイアボール、斧、チェーンハンマー、棍棒による敵の攻撃は盾では防御できない。

### 魔法
魔法は各地の町にいる魔術師から教わることで習得する。消費魔力は魔法ごとに異なる。SHIELDとJUMPの効果は重複せず、後に使った方が優先される。変身や強化の魔法は、画面が切り替わるまで有効。
SHIELD
敵から受けるダメージが一時的に半減する。使用時はリンクの着ている服の色が緑から赤になる。
JUMP
一時的にジャンプ力が2倍になる。
LIFE
体力を3マス分回復する。
FAIRY
リンクが妖精に変身し、空中を自由に飛べるようになる。変身中は攻撃やアイテムの取得ができないが、鍵のかかった扉をすり抜けられる。
FIRE
ファイアボールを一度に2発まで放つ。画面端まで届く。ビームの効かない敵には効かない。海外版ではFIREを使わないと倒せない敵もいる。
REFLEX（海外名：REFLECT）
通常の盾では防げない攻撃を防いだり魔法攻撃を反射したりすることができる。
SPELL
説明書では「不思議な呪文を唱える」と記載されている魔法で、画面内の敵が敵キャラクター「ボト」に変化する。また、特定の場所で使うと隠されたアイテムが出現する。
THUNDER
画面内の敵に大ダメージを与える。これを使わなければ倒せない敵もいる。

## ストーリー
少年リンクの活躍により魔王ガノンが倒され、ハイラル王国の秘宝「力のトライフォース」と「知恵のトライフォース」は王家の手に戻った。しかし、依然としてガノンの影響は消えず、残党たちがガノン復活に必要となるリンクの血を求め各地で暴れ回っていた。
王国が荒廃を続ける中、復興に尽力していたリンクは16歳の誕生日を迎えた。すると、リンクの左手の甲にトライフォースの紋章のような痣が浮かび上がった。その痣を見た王国のゼルダ姫の乳母インパがリンクを北の城の一室に連れて行くと、そこには一人の女性が横たわっていた。インパはその女性「初代ゼルダ姫」の伝説について語り始めた。
初代ゼルダ姫は、亡き父王よりトライフォースの秘密を伝えられていた。その秘密を聞き出そうと兄王子が問い詰めるも姫は口を閉ざし続け、耐えかねた側近の魔術師が魔法をかけたことで、姫は決して覚めぬ眠りに落ちてしまった。過ちに気付いた兄王子は、後世に遺す戒めとして代々の王女にゼルダと名付けるよう定めたのである。
インパは、リンクに6つのクリスタルと1本の巻物を手渡した。その巻物には、「力」「知恵」とは異なる「勇気のトライフォース」が「死の谷」（デス・バレー）の大神殿に隠されていること、大神殿に入るためには各地の6つの神殿の守護神を倒しその先にある石像にクリスタルをはめる必要があることが記されていた。トライフォースの力を用いて初代ゼルダ姫とハイラルを救うようインパから託されたリンクは、再び旅に出ることを決意する。

## 主要キャラクター
リンク (Link)
本作の主人公。前作の主人公リンクと同一人物。
初代ゼルダ姫 (Princess Zelda I)
ハイラル王家に仕えていた魔術師に魔法をかけられて以来、北の城で眠り続けている。前作に登場したゼルダ姫は彼女の末裔。
インパ (Impa)
現在のゼルダ姫の乳母。リンクに初代ゼルダ姫に関する伝説を教える。

## アイテム
マジックのつぼ
魔力が回復する。青いツボは1マス分、赤いツボは最大値まで回復する。
宝袋
経験値が増える。得られる経験値の量は場合により異なる。
ハートの器
体力の上限が1マス分増え、最大値まで回復する。4つ存在する。
マジックの器
魔力の上限が1マス分増え、最大値まで回復する。4つ存在する。
人形
リンクの姿をした人形。残り数が1増える。一度取ると二度と現れない。
妖精
触れると体力が最大値まで回復する。フィールド上では赤いシンボルとして表示される。
カギ
神殿内の扉を開けることができる。一度使用すると無くなる。
マジカルキー
神殿内の扉を開けることができる。何度使用しても無くならない。
ローソク
洞窟など暗い場所を明るく照らすことができる。
聖なるグローブ
剣で神殿内のブロックを壊せるようになる。
イカダ
艀から別の大陸に渡ることができる。
聖なるブーツ
履くと海や浅瀬の上を渡れるようになる。
笛
その音色で魔物を退けたり、隠された神殿を出現させたりすることができる。
十字架
通常では姿が見えない敵が見えるようになる。
ハンマー
フィールド上にある岩を破壊したり木を伐採したりできる。
女神像、聖なる水、子供
各マジックを修得するのに必要なアイテム。

## 敵
一部の説明は攻略本『リンクの冒険必勝攻略法』（ファミリーコンピュータ完璧攻略シリーズ 双葉社 ISBN 978-4575150759）に基づく。

### 地上・神殿・洞窟内に出現する敵
ビト
ゼリー状の赤い生物。飛び跳ねながら移動する。
ボト
ゼリー状の青い生物。動きはビトに似ているが、大ジャンプすることもある。大神殿にいるものは耐久力が高い。
モリブリン
ガノンの忠実な部下で槍を持つ小鬼。黄色の個体は槍を構えての直進や槍の投擲、赤色の個体は上下段の刺突、青色の個体は槍の投擲を行う。直進するタイプの黄色の個体は無限に出現し、倒しても経験値は得られない。
ディーラ
森に出現するクモのような敵。画面上部を左右に移動しリンク目掛けて降下する。青色の個体は地面に降りてきてリンクに飛びかかる。
エーク
青っぽいコウモリのような生物。天井に留まっているが、リンクが近づくと襲撃する。赤色の個体は地面に接近すると後述のエークマンに変身する。町中で町民に化けている紫色のものもいる。
エークマン
ガノンの力でコウモリ男に変身する力を得たエークが変身した人型の敵。通常の盾では防げない炎を吐く。
オクタロック
タコのような敵。岩を吐いて攻撃する。その場でジャンプするものと前進しながらジャンプするものの2種類がいる。青色の個体は耐久力が高い。
ゴーリア
ブーメランで攻撃する小鬼。黄・赤・青の3種がおり、それぞれ一度に飛ばすブーメランの数が異なる。
ゲルドアーム
砂漠に生息するムカデ状の敵。体を攻撃すると地中に潜り、弱点の頭だけを出した状態になる。
ローダー
洞窟などに生息する地を這う甲虫。リンクが近づくと急接近する。
モービー
森や沼に出現する鳥のような敵。空から降下し、リンクの高さまで来ると突進する。無限に現れる。
メグマット
アルマジロのような敵。リンクを目掛けて飛びかかる。森の中で集団で現れる。
バゴバゴ
魚の骸骨。川の中から飛び出し岩を吐く。骨だけなのでいつまで経ってもその食欲が満たされることは無い。
ミュー
とげが生えた小さな敵。動きはビトやボトに似ている。あまりに小さいのでしゃがみ突きすら当たらず、剣で倒すには下突きが基本。
ダイラ
ガノンが魔界から呼び出したワニのような頭を持つ二足歩行の敵。通常の盾では防げない斧を振り回す。黄色と赤色があり、赤色の個体は斧を投げる。
モア
一つ目の幽霊のような敵。空中を左右に大きく飛び回る。赤・青・紫の3種がおり、青色や紫色の個体は十字架を持っていないと見えない。
ギルボック
空中を浮遊する一つ目の敵。目を閉じている間は攻撃が効かない。
リーバー
砂漠に出現する。地中に潜って移動する。
ゾーラ
半魚人のような敵。上下段に分けてビームを吐く。
テクタイト
一つ目の多脚生物。大きく飛び跳ねながら移動し、上下段に分けてビームを放つ。
ブーン
ハエのような姿の敵。素早く飛び回りながら石を投下する。
アルローダ
サソリの姿をした敵。尻尾から通常の盾では防げない炎を飛ばす。目を開いた状態でないと攻撃が効かない。
ゲール
ガノンが魔界から呼び出したトカゲのような姿をした二足歩行の魔物。盾で防御しつつ手にした武器で攻撃する。黄色の個体は槍による上下段の刺突、赤色の個体は棍棒の振り回し、青色の個体は棍棒の投擲を行う。棍棒の攻撃は盾では防げない。砦にいるものは投石を行う。

### 神殿に出現する敵
ウォース
イヌから創られた戦士。無限に現れ、一定のステップで直進する。歩行速度が速いものと遅いものがいる。倒しても経験値は得られない。
バブル
ウィズザールによって作られた炎に包まれたどくろのような人魂。触れると体力だけでなく魔力も減少する。常に直進し壁に当たると直角に曲がる。動きが速いものと遅いものがいる。
スタルフォン
かつて初代ハイラル王に忠誠を誓っていた兵士が蘇った人骨。剣で攻撃し盾で胸部を守る。青い個体はジャンプして下突きを使う。
パルタム
兜を身につけたスタルフォンの指揮官。青い個体は下突きを使う。
グーマ
ウシの巨体から作り出された闘士。連続して投擲するチェーンハンマーは通常の盾では防げない。
ヘルグーマ
鎧を纏ったグーマの上位種。ブーメランのように手元に戻る棍棒を投擲し通常の盾では防げない。その一方で盾を所持していないので、こちらの攻撃も防げない。
アイアンナック
かつてハイラル王が神殿を治めていた頃に忠誠を誓った親衛隊員。上下段を盾で防御する。耐久力が高い順に青・赤・黄の3種類がいる。青色の個体は剣先からビームを飛ばす。
ラー
神殿内にある竜の頭のような形の石像にガノンの魔力によって動き出した敵。正弦波のような軌道で空中を前進し、リンクに突進する。無限に出現する。青色と黄色の2種類がいるが、黄色の個体は大神殿にのみ登場し耐久力が高い。
マウ
神殿内にあるオオカミの頭のような形の石像にラーと同じ原因で動き出した敵。矩形波のような軌道で空中を前進しながらビームを放つ。無限に出現する。
ファイアモア
モアの変種。画面上部を往復しながら炎を落とす。無限に出現する。
ウィズザール
初代ハイラル王に仕えた魔法使い。ワープで移動し、下段に魔法を放つ。魔法を跳ね返す以外にダメージを与えられない。
マーゴ
ウィズザールにより生み出された魔法使い。炎を放った後に姿を消し、別の場所に再び現れる。
アーネル
大神殿に出現するヘビのような敵。飛び跳ねながら炎を吐く。海外版にのみ登場する青い個体は岩を吐き出す。
ファイア・バゴバゴ
大神殿に出現するバゴバゴの変種。溶岩の中から飛び出し炎を吐く。
ボトマスター
大神殿に出現するボトの大型種。ボトを合成して巨大化させた。剣で斬りつけると複数のボトに分裂する。このボトは通常のものよりも耐久性が高い。
デグバブル
大神殿に出現するバブルの大型種。バブルを合成して巨大化させた。触れると体力だけでなく魔力も減少する。ダメージの与え方によってはバブル2体に分裂する。
フォッケル
大神殿に出現する鳥から作られた戦士。前後に素早く動き相手を翻弄しながら放物線状に炎を吐く。地面に落ちた炎はしばらく消えず、左右に移動する。
フォッカー
大神殿に出現する鳥から作られた騎士。盾で防御しつつ剣先からビームを放つ。大ジャンプを行うこともある。赤と青の2種類がおり、青色の個体は体力が高い。

### ボス敵
マズラ
「第1の神殿（パラパ砂漠の神殿）」のボス。馬のような頭を持つ戦士。初代ハイラル王により馬から創り出された守護神。大型の棍棒を振り回す。「第5の神殿」では中ボスとしても登場。
ジャーマフェンサ
「第2の神殿（モルゲ沼の神殿）」のボス。全身鎧を纏い剣と盾を装備した戦士。王国の親衛隊長が初代ハイラル王の力により神殿の守護神となった。前方にビームを吐く。頭部を攻撃すると兜が外れて宙を飛び回り、本体と同じようにビームを放つ。
レボナック
「第3の神殿（神の島の神殿）」のボス。空飛ぶ馬に騎乗した青色のアイアンナック。王国の親衛隊の精鋭が馬を与えられて神殿の守護神となった。宙に浮いたまま突進し、一定のダメージを受けると下馬して攻撃する。通常の青色アイアンナックよりも能力が高い。「第6の神殿」では中ボスとしても登場。
カロック
「第4の神殿（迷路島の神殿）」のボス。高位の魔導師。かつて初代ハイラル王に仕えていたが、勇気のトライフォースを求める者の資格を見定めるため神殿の守護神となった。ワープで移動し、下段に魔法を放つ。
ジャーマフェンサII
「第5の神殿（海上の神殿）」のボス。姿や攻撃方法は「第2の神殿」のジャーマフェンサと同じだが、頭部を攻撃すると2つの兜が飛び回りビームを放つ。
グーマ
海外版における「第5の神殿（海上の神殿）」のボス。神殿内に登場する同名の敵とは無関係。頭部にトゲ付きの兜を被っており下突きを無効にする一方、それ以外の部分は全て攻撃を受け付ける。また手に持つ巨大な鎖付きの鉄球を前方に振り回して攻撃してくる。
バルバジア
「第6の神殿（三つ目岩の神殿）」のボス。ハイラルに昔から棲む水の神であり、ヘビのように長い体を持つ竜。溶岩の中から姿を現し炎を吐く。
大守護神ボルバ
「死の谷（デスバレー）の大神殿」のボス。勇気のトライフォースを守る大守護神で、初代ハイラル王、カロック、ウィズザール、ウィズローブらにより生み出された究極の人工生命体。太古の神を模して造られた。空中を浮遊している。結界に守られている間はダメージを与えられず、結界が破られた後は大量の聖なる炎を撒き散らして侵入者を焼き尽くそうとしてくる。
???
本作のラストボス。ボルバを倒した者への最後の試練として現れる、リンクの姿に酷似した黒い影。リンクと同じ攻撃パターンを持つ。

## 海外版の仕様
海外ではNES対応のロムカセットとして発売された。国内版からそのまま移植されているのではなく、様々な変更が加えられている。
- オープニングのBGMを内蔵音源に合わせて変更。
- ロード画面がなくなった。
- フィールド画面におけるシンボルの変更（弱い敵（黄）→ビトのようなシルエット、強い敵（青）→人型の魔物のようなシルエット、妖精（赤）→妖精）。
- ATTACK、MAGIC、LIFEの各レベルについて、ゲームオーバー時およびゲーム中断時に最も低いものに統一される仕様が撤廃されたほか、レベル上昇に必要な経験値がステータスごとに別になった。ただし、必要な合計経験値は増えており、最大レベル到達以降の1upに必要な経験値も4000から9000になっている。
- 一部の敵の仕様（エフェクト、能力、経験値など）や配置を変更。ゾーラやテクタイトに通常攻撃が効かないなど、全般に強化されている。
- 第5の神殿のボスがジャーマフェンサIIではなく、海外版オリジナルの鉄球を振り回す大男になっている。
- 通常戦闘のBGMの変更。
- リンクが重要アイテムを取得した際のエフェクトを追加。
- 町民の一部や剣士のグラフィックを変更。
- 神殿内部の壁の色には、国内版では見られない緑色や紫色などが用いられている。
- 「王の墓」のイベントを変更。
- ゲームオーバー時には、赤一色の画面にガノンのシルエットが表示され笑い声が流れる。また、この笑い声はパンチアウトのソーダ・ポピンスキーの笑い声と同じ[要出典]。

## 他機種版
| タイトル                                                   | 発売日                                    | 対応機種                                          | 開発元             | 発売元 | メディア                            | 型式    | 売上本数 | 備考                                                            |
| ---------------------------------------------------------- | ----------------------------------------- | ------------------------------------------------- | ------------------ | ------ | ----------------------------------- | ------- | -------- | --------------------------------------------------------------- |
| ゼルダコレクション                                         | 2004年3月18日                             | ニンテンドー ゲームキューブ                       | 任天堂             | 任天堂 | 8cm光ディスク                       | -       | -        | クラブニンテンドーの景品 収録ソフトのひとつ                     |
| ファミコンミニ25 ディスクシステムセレクション リンクの冒険 | 2004年8月10日 2004年10月25日 2005年1月7日 | ゲームボーイアドバンス                            | 任天堂情報開発本部 | 任天堂 | ロムカセット                        | -       |          | 「ファミコンミニ ディスクシステムセレクション」の1つ            |
| リンクの冒険                                               | 2007年1月23日 2007年2月9日 2007年6月4日   | Wii                                               | 任天堂情報開発本部 | 任天堂 | ダウンロード (バーチャルコンソール) | -       | -        |                                                                 |
| リンクの冒険                                               | 2012年6月6日 2012年11月22日               | ニンテンドー3DS                                   | 任天堂情報開発本部 | 任天堂 | ダウンロード (バーチャルコンソール) | -       | -        |                                                                 |
| リンクの冒険                                               | 2013年9月11日 2013年9月12日 2013年9月26日 | Wii U                                             | 任天堂情報開発本部 | 任天堂 | ダウンロード (バーチャルコンソール) | -       | -        |                                                                 |
| リンクの冒険                                               | 2016年11月10日 2016年11月11日             | ニンテンドークラシックミニ ファミリーコンピュータ | 任天堂             | 任天堂 | 内蔵ゲーム                          | -       | -        |                                                                 |
| ファミリーコンピュータ Nintendo Switch Online              | 2019年1月16日                             | Nintendo Switch                                   | 任天堂             | 任天堂 | ダウンロード                        | -       | -        |                                                                 |
| ゲーム＆ウオッチ ゼルダの伝説                              | 2021年11月12日 2021年11月13日             | ゲーム＆ウオッチ                                  | 任天堂             | 任天堂 | 内蔵ゲーム                          | HXB-001 | -        | ゲーム&ウオッチ 40周年記念作の第2弾。国内版、および海外版の移植 |

ファミリーコンピュータ Nintendo Switch Onlineでは通常のディスクシステム版のほか、『リンクの冒険 力持ちバージョン』という特別版も配信されている。
ニンテンドーゲームキューブ『ゼルダコレクション』版
一部の効果音がディスクシステム版と異なる。
ゲームボーイアドバンス「ファミコンミニ」版
リンクがミスした際の画面点滅が、画面が赤く染まる表現に変更されている。
ゲーム&ウオッチ版
リンクがミスした際の画面点滅が、画面が白く染まる表現に変更されている。

## スタッフ
- エグゼクティブ・プロデューサー：山内溥、岩田聡
- プロデューサー：MIYAHON（宮本茂）
- ディレクター：SUGIYAN（杉山直）、YAMAHEN（山村康久）
- デザイナー：ISSHIN（清水一伸）
- サウンド・コンポーザー：TSUKASAN（中塚章人）
- プログラマー：MORIKAZU（森田和明）、MARUMARU（西山達夫）、SHIGECHAN（笠松栄弘）、NISHIYAN（西田泰也）、NAKAZOO（中郷俊彦）

## 評価
- ゲーム誌『ファミコン通信』の「クロスレビュー」では合計36点（満40点）でプラチナ殿堂入りを獲得している[10]。
- ゲーム誌『ファミリーコンピュータMagazine』の読者投票による「ゲーム通信簿」での評価は以下の通り19.84点（満25点）[15][13]。また、同雑誌1991年5月24日号特別付録の「ファミコンディスクカード オールカタログ」では「ゲーム自体のスタイルは、前作とガラリと変わってしまったのだが、サウンド、グラフィック、どれをとっても前作を上まわる仕上がりである」「神殿の内部には冒険に必要不可欠なアイテムが隠されていたり、数々のトラップありと、内容は盛りだくさん。プレイヤーを飽きさせない」と紹介されている[13]。

| 項目 | キャラクタ | 音楽 | お買得度 | 操作性 | 熱中度 | オリジナリティ | 総合  |
| 得点 | 4.14       | 3.95 | -        | 3.84   | 4.15   | 3.76           | 19.84 |

- ゲーム誌『ユーゲー』では、「（前作と比較して）画面の構成やゲーム性など多くの部分ががらりと変わり、難易度もかなり高くなってしまった。（中略）この変化に戸惑ったファンがある程度いたことは紛れもない事実」、「慣れてしまえばキレもよく、ゲームとしては非常によくできているので『ゼルダの伝説』同様、夢中になれるのだが、前作のインパクトがあまりにも大きかったことが、『リンクの冒険』にとっては不幸だったのかもしれない」と評している[14]。

## 関連作品

### サウンドトラック
ファミコン 20TH アニバーサリー オリジナル・サウンド・トラックス VOL.2（2004年3月24日）
任天堂 サウンドヒストリーシリーズ「ゼルダ ザ ミュージック」（2004年12月22日）
いずれもサイトロン・デジタルコンテンツより発売。CD内の一作品として収録されている。
ゲームサウンドミュージアム 〜ファミコン編〜S-4「リンクの冒険」（2004年4月28日）
メガハウスより発売されたCD同梱食玩のひとつ。

## その他
- テレビCMには所ジョージと間下このみが出演した。
- 発売から4か月後に放送された『欽ちゃんの仮装大賞』（第21回、1987年5月21日放送）では、審査員の藤田弓子が仮装した本作のリンクが「話題のヒーロー&ヒロイン」の一人として紹介された。
- 続編として、スーパーファミコン版の『リンクの冒険』が宮本茂、小泉歓晃らによって開発されていた（スーパーFXチップ対応で、ポリゴンのリンクが、横画面で剣戦闘をするような実験を行っていた）が、ハードがスーパーファミコンからNINTENDO 64に切り替わる状況でスーパーファミコン用ソフトの開発期間が取れなくなったこと、主要スタッフが『スターフォックス64』の開発に移行したなどのため、開発が中止された[16]。
- カストの町を除く町（ラウル、ルト、サリア、ミド、ナボール、ダルニア）の名前は、『時のオカリナ』に登場するキャラクターの名前に使われている。
- ルトの町の住人の台詞「オレノナハ エラー ダ…」の海外版での英訳"I am Error"が誤訳やゲームの欠陥と勘違いされ話題となった。詳細はI am Errorを参照。
- ゼルダシリーズ画集「HYRULE GRAPHICS」には未収録の敵キャラクターイラストが多数存在する（カロック・ファイアモア・壁から抜け出たラー・アイアンナック赤・フォッケル・フォッカー青・アーネル・ボトマスター・デグバブル・ファイアバゴバゴ・金色〈黄色〉ラー）[17]。

## 関連作品

### ゲームソフト
ドラゴンクエスト
本作のサリアの町にある墓の一つに「ユウシャ ロト ココニネムル」と記されている。ロトは『ドラゴンクエスト』に登場する伝説の勇者の名。
大乱闘スマッシュブラザーズシリーズ（『大乱闘スマッシュブラザーズDX』以降）
本作の神殿BGMのアレンジ曲が用いられている。『大乱闘スマッシュブラザーズX』以降では大神殿BGMのアレンジ曲も収録されている。
さわるメイドインワリオ
本作のリンクが空中を飛んでいる妖精を捕まえるというミニゲームが収録されている。

### 書籍

#### 漫画
リンクの冒険
乱丸 1987年 月刊わんぱっくコミック 徳間書店
乱丸が手掛けていた漫画『ゼルダの伝説』から数年後を描いた続編。オリジナルキャラクターも引き続き登場している。基本的な話の流れはゲームに準拠しているが、リンクの旅に前作のゼルダ姫が合流するほか、ガノンが不完全ながらも復活を果たす、「ガノン」の正体が人間だったなど独自の展開を見せる。また、リンクが旅の途中で戦う意味を見失い葛藤するなど、登場キャラクターの心理描写が念入りに描かれている。単行本は全2巻（いずれも絶版）。最終巻である第3巻は発売が告知されたが、『わんぱっくコミック』の休刊により発売されなかった。なお、後のリンクの代表的な技とも言える回転斬りやジャンプ斬りといった技と似た技が登場している。
必勝テクニック完ペキ版『リンクの冒険』
1（23巻）しごと大介、2-3（27-28巻）みなづき由宇 1987年 徳間書店
『わんぱっくコミック』の単行本「必勝テクニック完ペキ版」収録の描き下ろしゲーム攻略漫画。全3巻（上記の括弧内は必勝テクニック完ペキ版での巻数）。初代ゼルダ姫の精神が兄王の魔法によって実体化し、リンクの守護霊として攻略のアドバイスを行う。1がスタートから第1の神殿まで、2が「ミドロ沼」から第4の神殿、3がエンディングまでの攻略。特に3は大神殿攻略を行っている唯一の攻略本である。執筆者が途中交代したのはしごと大介が急病により降板したため。
リンクの冒険
未将崎雄 1991年 JICC出版局 宝島コミックス
未将崎が手掛けていた漫画『ゼルダの伝説』の続編。オリジナルキャラクターも引き続き登場している。前作から3年後を描いており、初代ゼルダの霊体と接触したリンクとゼルダ姫が「前作で倒されたガノンは本体の分身に過ぎず、過去の戦いで初代ゼルダが封印した本体の復活が迫っている」と聞き、阻止するべく冒険に出る。初代ゼルダの霊体も子犬に憑依して同行し、彼女の肉体を取り戻すのが最終目的となる。密かに生きていたガノンの分身がリンクに化けて悪事を働く、王国が騎士団の他に忍者部隊を所有しているなど、原作とは大きく異なる独自の物語が展開される。
コミックとしては未将崎最後の作品となる。心臓を病みながらもスタッフや友人知人の協力を得て完結させたが、これまでの未将崎とは作画が異なる。

#### ゲームブック
アドベンチャーヒーローブックス リンクの冒険 ハイラル英雄伝説（アドベンチャーヒーローブックス10）
スタジオ・ハード構成、文：勁文社、1987年初版
並行世界にある「もうひとつのハイラル」を舞台とした物語。ハイラル王国を支配していた魔王ガルゴアの呪いを解くために必要な勇気のトライフォースを求めてリンクが旅立つ。ガルゴアは既に寿命を迎えており、側近のデオーが敵として登場する。ゼルダ姫は原因不明の奇病で眠っているとされていたが、終盤で真実が明らかになる。
リンクの冒険 魔界からの逆襲
文、構成：上原尚子、草野直樹、黒トレス スタジオハード編：双葉文庫/冒険ゲームブックシリーズ
原作で3つのトライフォースが揃った後の物語。ガノンの怨念によって過去のハイラルにタイムスリップしたリンクが、同じくタイムスリップした後にさらわれた当代ゼルダ姫を取り戻すために旅立つ。ガノンは過去の時代でリンクを殺すことで「わしが殺される歴史」を失くそうとしていた。なお、当代ゼルダ姫はリンクと恋仲にある。初代ゼルダ姫についてはエンディングで国王（初代ゼルダの兄）とリンクの会話に取り上げられる程度である。
この時代のガノンは魔界の王として君臨しており、ボルバやバルバジアなどもガノンの配下とされる。
ファミコン必勝本 ファミコンゲームブック2 リンクの冒険　暗黒トライフォース伝承（フライデースペシャル―ファミコンゲームブックシリーズ (38)）
文・構成：井上尚美 / RECCA社、JICC出版局、1987年5月10日初版
復活したガノンを倒すためにリンクが旅立ち、そこからガノン復活の真相、真の黒幕に迫っていく。眠りの呪いをかけられているのは当代ゼルダ姫であり（初代ゼルダ姫は登場しない）、呪いをかけたのは黒幕の仕業とされている。オリジナルキャラクターも多数登場する。
国王の側近には賢者ハルデナーハ、予言者ジハド、勇剣士ダヌークの3人がおり、この中の誰かが黒幕であることが早い段階から示唆されている。

## 関連書籍
- 加納将光（発行人）、酒井征勇（編集人）『全ゼルダの伝説大百科』ケイブンシャ、1992年2月18日。